# Welcome to the Jungle (entreprise)
Pour les articles homonymes, voir Welcome to the Jungle.
Welcome to the Jungle est une entreprise française fondée par Jérémy Clédat et Bertrand Uzeel,,,. Welcome to the Jungle est également un média en ligne autour du travail et de l'emploi.

## Historique
En janvier 2015, le site internet de Welcome to the Jungle est lancé pour présenter les entreprises aux candidats sous forme de vidéos et interviews.
En janvier 2017, la start-up lève 2 millions d'euros auprès de quatre business angels,, 7 millions en mai 2018, puis 20 millions d'euros le 28 octobre 2019 afin d'accélérer son positionnement en Europe et proposer de nouveaux services pour les entreprises,,.
En février 2019, l'entreprise annonce l'ouverture d'un bureau en Espagne,. La même année, elle rachète son concurrent tchèque Proudly.
Le 6 octobre 2020, Welcome to the Jungle annonce le lancement de sa plateforme de contenus pour le développement professionnel « Welcome Originals ».

## Activité
L’entreprise est installée à Paris, Londres, New York et Prague et emploie plus de 395 personnes en 2024,.  
En juin 2024, Antoine-Benjamin Lequertier rejoint la direction de Welcome to the Jungle en tant que Co-PDG avec Jérémy Clédat qui part développer leur business aux États-Unis, après Paris, Londres et Prague.